# Nelė Žilinskienė
Nelė Žilinskienė, rozená Nelė Savickytė (* 29. prosince 1969, Telšiai) je bývalá litevská atletka, která se specializovala na skok do výšky.

## Kariéra
První větší úspěchy zaznamenala v roce 1993, kdy obsadila 11. místo na halovém MS v Torontu a získala stříbrnou medaili na světové letní univerziádě v americkém Buffalu. O rok později vybojovala výkonem 193 cm bronzovou medaili na evropském šampionátu v Helsinkách. Na MS v atletice 1995 v Göteborgu se podělila s Američankou Amy Acuffovou o 8. místo. V roce 1996 na halovém ME ve Stockholmu skončila těsně pod stupni vítězů, na 4. místě jen vinou horšího technického zápisu před bronzovou Olgou Bolšovovou z Moldavska. Šesté místo obsadila na halovém MS 1997 v Paříži.
Třikrát reprezentovala na letních olympijských hrách. Největšího úspěchu dosáhla v roce 1996 na olympiádě v Atlantě, kde překonala 196 cm, což stačilo na dělené 6. místo. Zúčastnila se také letních her v Barceloně 1992 a v Sydney 2000, kde však skončila její cesta v kvalifikaci. Sítem kvalifikace neprošla také na MS v atletice 1993 ve Stuttgartu, na ME v atletice 1998 v Budapešti, na halovém ME 2000 v Gentu a na světovém šampionátu v Edmontonu v roce 2001.
Atletickou kariéru ukončila v roce 2002.

## Osobní rekordy
- hala - (195 cm - 7. únor 1997, Brno)
- venku - (196 cm - 2. červenec 1994, Vilnius)